# Смертін Олексій Геннадійович
Олексій Геннадійович Смертін (рос. Алексей Геннадиевич Смертин, нар. 1 травня 1975, Барнаул) — російський футболіст, що грав на позиції півзахисника.
Виступав, зокрема, за клуби «Бордо» та «Челсі», а також національну збірну Росії.

## Клубна кар'єра
Народився 1 травня 1975 року в Барнаулі. Він є вихованцем Барнаульський футбольної школи «Динамо» і училища олімпійського резерву міста Ленінськ-Кузнецький Кемеровської області. Його першими тренерами були Г.І. Смертін, Г.В. Гришко та В.Н. Білозерський. 
На початку своєї кар'єри Олексій був гравцем таких клубів першого дивізіону, як «Динамо» (Барнаул) та «Заря» (Ленінськ-Кузнецький). Пізніше Смертін переходить в елістінскій «Уралан», а в 1999 році — в московський «Локомотив». 
Кульмінацією російської частини кар'єри півзахисника став виступ за столичний «Локомотив», у складі якого він виграв Кубок Росії і був визнаний найкращим футболістом країни у 1999 році. 
Він швидко стає зіркою цього клубу, і в 2000 році керівництво вирішує не тримати Смертіна до закінчення контракту, а продати його за 3,5 млн. доларів у французький «Бордо». 
У 2003 році він за 3,45 млн. фунтів був куплений в команду «Челсі», яку щойно придбав російський олігарх Роман Абрамович. Контракт був підписаний на 4 роки. Пізніше Смертін був на рік орендовано «Портсмутом», грав за «Чарльтон Атлетик». Провівши сезон-2006 в московському «Динамо», він повернувся на Туманний Альбіон, до «Фулгема», який і став його останньою командою. У 2007 році футболіст підписав контракт з цією командою на 2,5 роки, але пробув до серпня 2008 року. 

## Виступи за збірну
1998 року дебютував в офіційних матчах у складі національної збірної Росії. Протягом кар'єри у національній команді, яка тривала 10 років, провів у формі головної команди країни 55 матчів. У 2004-2005 роках був капітаном.
У складі збірної був учасником чемпіонату світу 2002 року в Японії і Південній Кореї, чемпіонату Європи 2004 року у Португалії.

## Після завершення кар'єри
У березні 2009 року Смертіна обрали депутатом Алтайських крайових Законодавчих зборів. Також він є одним з творців дитячої спортивної школи свого імені в Барнаулі, де безкоштовно займаються футболом 650 юних футболістів; а також засновником благодійного фонду «Юні дарування», який опікується підростаючими спортсменами і діячами мистецтв. 
В 2010 році виступав за пляжний футбольний клуб «Локомотив» (Москва) і виграв з командою чемпіонат Росії. 
У 2010 році Смертін був призначений радником президента московського «Локомотива» по селекційній політиці, а в 2011 році — віце-президентом «Локомотива» по аналітичній роботі і спорту. Також Олексій Смертін іноді коментує матчі збірної Росії з футболу.

## Титули і досягнення
- Володар Кубка Росії (1):

Локомотив (Москва): 1999-2000
- Володар Кубка французької ліги (1):

Жиронден де Бордо: 2001-02
- Чемпіон Англії (1):

Челсі: 2004-05
- Володар Кубка Футбольної ліги (1):

Челсі: 2004-05
Удостоєний звання «Почесного громадянина міста Барнаула». Володар призу «Лідер національної збірної» за 2003 і 2004 року (за результатами опитування газети «Спорт-Експрес»).